# آلخو کارپانتیه
آلخو کارپانتیه ئی والمونت (لوزان، ۲۶ دسامبر ۱۹۰۴ ــ پاریس، ۲۴ آوریل ۱۹۸۰) نویسنده‌ای کوبایی بود که تأثیر بسیار گسترده‌ای در ادبیات آمریکای لاتین در دورهٔ شکوفایی‌اش، موسوم به «بوم»، گذاشت. منتقدان او را یکی از مهم‌ترین نویسندگان اسپانیایی‌زبان قرن بیستم و یکی از معماران نوسازی ادبیات آمریکای لاتین می‌نامند، به خصوص از جهت سبکش که ابعاد و جنبه‌های متعدد و متنوع تخیل را در برمی‌گیرد و واقعیت را با استفاده از آنها بازمی‌سازد، مؤلفه‌هایی که با کمک‌شان «واقعیت جادویی» را آفرید و به کار برد.
کارپانتیه دوره‌ای طولانی از عمرش را نیز به کار روزنامه‌نگاری و موسیقی‌شناسی پرداخت و تحقیقاتی موسیقایی به انجام رساند و کنسرت‌های متعددی سازمان داد و فعالیت‌های دیگری هم کرد؛ با این حال، آنچه او را به شهرت رساند، فعالیت ادبی‌اش بود.

## زندگی
کارپانتیه در لوزانِ سوئیس به دنیا آمد. پدرش معماری فرانسوی به نام ژرژ آلوارس کارپانتیه و مادرش لینا والمونت معلم زبانی اصالتاً روس بود. کودکی‌اش در «آمیزش فرهنگی» عمیقی گذشت.
خانوادهٔ او به هاوانا مهاجرت کردند زیرا پدرش به فرهنگ اسپانیایی علاقه‌مند بود و مشتاق به زیستن در کشوری جوان که به او امکان بدهد از انحطاط اروپا بگریزد؛ بنابراین کارپانتیه در برخورد نزدیک با دهقانان کوبایی سفیدپوست و سیاه‌پوست، «مردان قحطی‌کشیده و محنت‌زده، زنان پیش از موعد پیرشده و کودکانی گرسنگی‌کشیده و مملو از بیماری‌های گوناگون» رشد کرد. واقعیتی که بعدها در آثارش مشاهده شد.
کودکی‌اش با نخستین سال‌های جمهوری مستقل همزمان شد، دوره‌ای که در آن مدرسه‌ها به سبب کمبود مواد درسی مناسب زمان حال‌شان بر گذشتهٔ استعماری اسپانیایی متمرکز می‌شدند: «بر اساس کتاب‌هایی که در پایان قرن نوزدهم در اسپانیا معتبر بود و استفاده می‌شد».
در یازده‌سالگی همراه والدینش به ملکی در لوما دِ تیرا در نزدیکی هاوانا نقل مکان کرد. والدینش تحصیلاتش را از یازده تا هفده‌سالگی‌اش بر عهده گرفتند. ادبیات را نزد پدرش و موسیقی را نزد مادرش می‌آموخت، آموزش موسیقی در کارپانتیهٔ جوان تأثیر بسیار گذاشت و از همان دوران به موسیقی گرایش پیدا کرد. پدرش در همان سال‌ها ترک‌شان کرد و کارپانتیه مطالعاتش را کنار گذاشت و برای کمک کردن به مادرش به سر کار رفت.
پس از اتمام تحصیلات ابتدایی‌اش در کوبا برای کامل کردن بخشی از تحصیلات تکمیلی‌اش در لیسه ژانسون دو سایی به پاریس رفت و در رشتهٔ تئوری موسیقی به تحصیل پرداخت و، به بیان خودش، «پیانیستی مقبول» شد. در سال ۱۹۱۷ به انستیتو آموزش‌های تکمیلی هاوانا رفت تا تحصیلاتش را در تئوری موسیقی ادامه دهد. در سال ۱۹۲۰ توانست به دانشکدهٔ معماری همان شهر راه بیابد، اگرچه بعدها پیش از پایان تحصیلات ترکش کرد.
در نخستین سال‌های دههٔ ۱۹۲۰ کم‌کم به سراغ سیاست رفت و به‌خصوص در «انقلاب ناتمام کهنه‌سربازان و میهن‌پرستان» در سال ۱۹۲۳ شرکت جست. هرچند گروه‌هایی که به آنها می‌پیوست به‌طور ویژه پارتیزانی نبودند و در واقع از راه هنر با هم متحد شده بودند، از اهداف سیاسی بی‌بهره نبودند و چارچوب مبارزه‌ای علیه دیکتاتوری خراردو ماچادو (که در سال ۱۹۲۵ به قدرت رسیده بود) و علیه سرمایه‌داری آمریکای شمالی تشکیل دادند.

### زندگی در کوبا
در سال ۱۹۲۱ کار روزنامه‌نگاری‌اش را آغاز کرد، کاری که عملاً تا پایان عمرش کنارش نگذاشت. نخستین کارهای ادبی‌اش را در بخش «آثار مشهور» روزنامهٔ هاوانایی لا دیسکوسیون منتشر کرد که اغلب مرور آثار شناخته‌شده بود. همان سال تحصیلات دانشگاهی را به طول قطعی ترک کرد و دوباره به فرانسه سفر کرد. دو سال بعد برگشت و مقالاتی در زمینهٔ نقد موسیقی و تئاتر در لا دیسکوسیون و ال ارالدو دِ کوبا نوشت. در این سال‌ها موقعیت اقتصادی‌اش پایدار شد چون به سردبیری مجلهٔ تجاری ایسپانیا گماشته شد. تاریخچه‌ای دربارهٔ کفش برای اتحادیهٔ کفاشان نوشت و در بخش مد مجلهٔ سوسیال تحت نام مستعار «ژاکلین» فعالیت کرد.
در سال ۱۹۲۳ در کنار دسته‌ای به نام گروه اقلیت، که خود تأسیسش کرده بود، به اعتراض سیزده‌گانه پیوست و اگرچه اعضای گروه او را در آن دوران روشنفکر و غیرسیاسی وصف کرده‌اند، فعالانه در مخالفت با رئیس‌جمهور وقت آلفردو سایاس شرکت جست. این رابطه بعدها در «هستهٔ اکسیون کوبایی» ادغام شد که جنبش چریکی شکست‌خوردهٔ «انجمن کهنه‌سربازان و میهن‌پرستان» را سازمان‌دهی کرد.
در فاصلهٔ سال‌های ۱۹۲۴ تا ۱۹۲۸، کارپانتیه به مقام ویراستار مجلهٔ کارتلس گماشته شد. در ۱۹۲۶ به دعوت دولت مکزیک در کنگره‌ای برای روزنامه‌نگاران در این کشور همکاری کرد و در خلال همین کنگره با دیگو ریورا آشنا شد و رفاقتی طولانی‌مدت میان‌شان درگرفت. این دوره در شکل‌گیری شخصیت هنری کارپانتیه بسیار مهم بود؛ به‌تدریج همهٔ محله‌های هاوانا را شناخت و معماری استعماری و محیط هاوانای کهنه را کشف کرد، عناصری که بعدها در بسیاری از مقالات و رمان‌هایش، به خصوص رمان تعقیب، به کار رفت. آثار و اقدامات وی در فاصلهٔ سال‌های ۱۹۲۰ و ۱۹۲۸ نشان می‌دهد که با توجه تمام در جنبش آوانگارد کوبایی شرکت جست و با اشخاص اصلی این جنبش طرح دوستی ریخت. ضمناً کارپانتیه به دنبال شنیدن آثار آمادئو رولدانِ آهنگساز روابط موسیقایی‌اش را گسترش داد.
در سال ۱۹۲۷ به مانیفست اقلیت پیوست و به همین سبب بعدها به مدت شش ماه به اتهام پذیرفتن و دنبال کردن نظریات کمونیستی به زندان رفت. در دوره‌ای که در زندان گذراند نسخهٔ اول رمانش ستایش از آن خداست! را آماده ساخت. در ماه مارس ۱۹۲۸ که به صورت مشروط آزاد شده بود، به کنگرهٔ روزنامه‌نگاران در هاوانا رفت و در آن‌جا با روبر دسنوس، شاعر فرانسوی، آشنا شد که گذرنامه و مدارکش را به او داد و کمکش کرد تا در کشتی‌ای سوار شود که به فرانسه می‌رفت و از دست رژیم دیکتاتوری ماچادو بگریزد.

### زندگی در فرانسه
کارپانتیه از ۱۹۲۷ تا ۱۹۳۹ در فرانسه اقامت کرد. دورانی که در این کشور گذراند جهانش را غنی‌تر ساخت و او را با تکنیک‌های ادبی نو و شیوه‌های بیانی آشنا کرد. زمانی به فرانسه آمد که جنبش سورئالیست‌ها در اوج بود و اعضای این جنبش او را به آغوش باز پذیرفتند.
در پاریس مستقر شد و با آفریدن اشعار و مقالاتش دربارهٔ موسیقی در بسیاری از مجلات محلی و کوبایی همکاری کرد. به محافل موسیقایی شهر پاریس پیوست و با داریوس میلو، آهنگساز فرانسوی، هیتور ویلالوبوسِ برزیلی و آلخاندرو گارسیا کاتورلای کوبایی همکاری کرد. این گروه مجموعهٔ متنوعی از شعر، لیبرتو و متن فراهم آورد از قبیل اشعار آنتیل، ترانه‌هایی نو بر متونی از آلخو کارپانتیه با موسیقی م.ف. گائیار. کارپانتیه ضمناً مجموعهٔ مقالات یادداشت‌های همگرا را در ۱۹۲۸ نوشت.
کارپانتیه، با پشتیبانی دسنوس، به عضوی از جنبش سورئالیست‌ها مبدل شد که بعدها در آثارش تأثیر مهمی گذاشت. نخستین دو داستان کوتاهی که نوشت، «دانشجو» و «معجزهٔ آسانسور»، به سبک سورئالیستی است. کارپانتیه، هرچند مشهورترین آثارش را به زبان اسپانیایی نوشت، قادر بود که به زبان فرانسه بنویسد. مثلاً داستان «قصهٔ ماه‌ها» را به فرانسه نوشت و، بسته به مخاطبانش، به فرانسه یا اسپانیایی مصاحبه می‌کرد. کارپانتیه در انقلاب سورئالیستی شرکت جست و با شاعرانی مانند لویی آراگون، تریستان تزارا و پل الوار و نقاشانی مانند جورجو دِ چیریکو، ایو تانگی و پابلو پیکاسو آشنا شد.
در سال ۱۹۳۳ نخستین رمانش ستایش از آن خداست! را به پایان رساند و مدتی کوتاه از فرانسه به مادرید رفت. در ۱۹۳۶، پس از سقوط رژیم خراردو ماچادو، سفری به کوبا کرد. به پاریس برگشت و تا پس از جنگ‌های داخلی اسپانیا به اسپانیا برنگشت. کارپانتیه بیشتر عمرش را در فاصلهٔ سال‌های ۱۹۳۲ تا ۱۹۳۹ در فرانسه گذراند و در برنامه‌های پخش رادیویی فرانسوی در زمینهٔ جلوه‌های صوتی و تدوین موسیقی به فعالیت پرداخت. سپس به مدریریت استودیو فونیریک رسید و برنامه‌هایی رادیویی را با مدرن‌ترین تکنیک‌ها کارگردانی کرد. از جمله کارهایش کارگردانی دکلمهٔ اشعاری از والت ویتمن، ادگار الن پو، لنگستن هیوز، لویی آراگون و دیگران بود.
دورانی که در این کشور گذراند به شکل گرفتن هویت نویسندگی‌اش کمک کرد؛ چنان‌که خودش گفته‌است: یادش داد که «بافت‌ها را ببینم، جنبه‌هایی از زندگی در آمریکا که پیش‌تر درنیافته بودم… فهمیدم که پشت این بوم‌گرایی چیز دیگری هست؛ آنچه که مضمون می‌ناممش: مضمون زمینی و مضمون حماسی سیاسی: کسی که رابطهٔ میان این دو را دریابد رمان آمریکایی خواهد نوشت.» کارپانتیه در پایان دورانی که در فرانسه گذراند اقرار کرد که «آروزی به بیان آوردن دنیای آمریکایی را به شدت» حس می‌کند. «آمریکا همچون یک سحابی عظیم بر من نمایان می‌شد که تلاش می‌کردم بفهممش، زیرا کم‌کم دریافته بودم که کارم در آن‌جا به وقوع خواهد پیوست، که سخت آمریکایی خواهم بود».

### سفر به هائیتی و مکزیک
کارپانتیه در ۱۹۴۳ با همسرش لیلیا استبان و لویی ژووه کارگردان تئاتر به هائیتی سفر کرد؛ سفر کشف دنیای آمریکایی بود و کشف آنچه کارپانتیه «واقعیت جادویی» نامید. حاصل این تجربه رمان قلمرو این عالم است که در ۱۹۴۹ در مکزیک منتشر شد. پس از سفرش به مکزیک، در ۱۹۴۴ به تحقیق و تحفص‌هایی مهم در موسیقی پرداخت. «موسیقی در کوبا» را در مکزیک منتشر کرد (۱۹۴۵).

### زندگی در ونزوئلا
کارپانتیه در فاصلهٔ سال‌های ۱۹۴۵ تا ۱۹۵۹ در تبعیدی خودخواسته در کاراکاسِ ونزوئلا زندگی می‌کرد. بعضی منتقدان این مرحله را «پربارترین مرحلهٔ زندگی‌اش» شمرده‌اند که در آن چیزهایی که در ماجراجویی‌های پیشینش در دوره‌های دانشجویی، روزنامه‌نگاری، نقد موسیقی و ویراستاری ادبیات داستانی آموخته بود، به نتیجه رسید. در ماه مارس ۱۹۴۸ نوشتن قلمرو این عالم را به پایان رساند، رمانی که در آغاز سال ۱۹۴۹ در مکزیک منتشر شد. این نخستین بار در طول پانزده سال بود که رمانی را به پایان می‌رساند. مولر-برگ قلمرو این عالم را با نخستین اثر کارپانتیه، ستایش از آن خداست! قیاس کرد و به عقیدهٔ او در کار کارپانتیه بلوغ قابل‌توجهی در برگزیدن مصالح روایی و بهبود سبکی به چشم می‌خورد.
ضمناً در کاراکاس سه رمان دیگرش را به پایان رساند که برجسته‌ترین آثارش بودند: رد گم (۱۹۵۲)، الهام‌گرفته از جغرافیای ونزوئلا؛ تعقیب (۱۹۵۶) و قرن روشنفکری، که در سال ۱۹۵۸ به پایان رسید اما چهار سال بعد منتشر شد. کارپانتیه از اقامتش در این کشور بهره برد تا طبیعت قارهٔ آمریکا را بهتر بشناسد. در ۱۹۴۷ به مناطق مرکزی کشور سفر کرد و از نواحی بی‌سکنه گذشت تا به سیوداد بولیوار رسید. در امتداد این مسیر به سان کارلوس دِ ریو نگرو رسید و در آن‌جا بعضی قبایل اصیل آمریکایی را شناخت. چنان‌که کارپانتیه بعدها گفته‌است، این سفر لحظه‌ای بود که در آن «نخستین ایده‌های رد گم به وجود آمد. آمریکا تنها قاره‌ای است که در آن عصرهای گوناگون همزمان وجود دارد». کتاب رد گم جایزهٔ منتقدان پاریس برای بهترین کتاب خارجی را برایش به ارمغان آورد.
رمان کوتاه تعقیب، منتشرشده در سال ۱۹۵۶، بازگویی حکایتی خونین از کشمکش‌های میان گروه‌های تروریست دشمنِ همدیگر است که از رخدادهای دورهٔ آشفتگی‌ای الهام گرفته‌است که پس از سقوط خراردو ماچادو دیکتاتور به وجود آمد. قرن روشنفکری تا حدی از سفر کارپانتیه به خلیج سانتافه در ساحل ونزوئلا ملهم شده‌است. کارپانتیه گفته‌است با این‌که این رمان در سال ۱۹۵۸ به پایان رسید، تا سال ۱۹۶۲ منتشر نشد زیرا «مستلزم بازبینی بود و تغییراتی که در زندگی و جامعهٔ کوبایی‌ها رخ می‌داد مرا بیش از آنکه بتوانم در فکر دیگری باشم هیجان‌زده کرد». کارپانتیه می‌گوید که «پیروزی انقلاب کوبا مرا به این فکر انداخت که مدتی بیش از حد طولانی از کشورم دور بوده‌ام». نقشه‌هایی ریخت تا به کوبا برگردد و همان‌جا بماند و حقوق اقتباس فیلم از رد گم را به کنسرسیومی بین‌المللی فروخت.
کارپانتیه اغلب داستان‌های کوتاهش را نیز در طول اقامتش در ونزوئلا نوشت و بعضی منتقدان معتقدند که کاملاً ممکن است که سرچشمهٔ تم‌های داستان‌های کوتاه دیگری که در جاهای دیگر نوشته‌است، از قبیل «هشداردادگان» و «حق پناه»، نیز در حکایات و شخصیت‌های ونزوئلایی باشد.
کارپانتیه در ضمن آثار گسترده‌ای در روزنامه‌نگاری در ونزوئلا خلق کرد و در فاصلهٔ سال‌های ۱۹۵۰ و ۱۹۵۹ نزدیک به دو هزار مقاله و وقایع‌نگاری در زمینهٔ تم‌های ادبی و موسیقایی در ستونش «نوشتار و نُت» در روزنامهٔ «ال ناسیونال» منتشر کرد. از این‌ها گذشته مقالات، یادداشت‌ها و گزارش‌های متعدد دیگری در همین روزنامه و مطبوعات دیگر ونزوئلا، کوبا و کشورهای دیگر منتشر کرد. او در دانشگاه مرکزی ونزوئلا ادبیات نیز درس می‌داد و در آژانس تبلیغاتی آرس دِ کاراکاس همدوش روشنفکرانی همچون آرتورو اوسلار پیتری کار می‌کرد.

### ادبیات و زندگی پس از قلمرو این عالم
کارپانتیه در سال ۱۹۵۹ به کوبا برگشت و دوباره در پایتخت اقامت گزید. در سال ۱۹۶۲ مدیر اجرایی انتشارات دولتی کوبا شد، ارگان دولت انقلابی که وظایف انتشاراتی وزارت آموزش و پرورش، هیئت ملی دانشگاه‌ها (هاوانا، لاس ویاس و اورینته)، آثار چاپی آکادمی علوم کوبا، انتشارات خوونیل و هیئت ملی فرهنگ، گروهی که اتحادیهٔ نویسندگان و هنرمندان کوبا را در بر می‌گیرد، بایگانی اسناد ملی، کتابخانهٔ ملی، سازمان ملل متحد برای آموزش و پرورش، علوم و فرهنگ (یونسکو)، انستیتو هنرهای سینمایی کوبا و خانهٔ قاره‌های آمریکا را سازمان‌دهی می‌کرد. کارپانتیه نایب‌رئیس UNEA نیز بود، در گاستا دِ کوبا نقد ادبی می‌نوشت و در انتشار آثار زبان‌های خارجی مانند جنوب، جزیره و زبان‌های مدرن همکاری کرد.
قرن روشنفکری در سال ۱۹۶۲ در مکزیک منتشر شد. کارپانتیه به سمت رایزن فرهنگی سفارت کوبا در پاریس گماشته شد. در پاریس ادبیات و آگاهی سیاسی در آمریکای لاتین را منتشر کرد که شامل مقالات توجه و تفاوت البته بدون مقالهٔ شهر ستون‌ها می‌شد.
در سال ۱۹۶۴ برنامه‌ای فرهنگی به نام «فرهنگ در کوبا و در جهان» را در رادیو هاوانا مدیریت کرد که تم‌های اصلی‌اش رمان و موسیقی در آمریکای لاتین بود. در پایان سال ۱۹۶۴ مجموعهٔ مقالات توجه و تفاوت را در مکزیک منتشر کرد. در ۱۹۶۵ کتاب سال ۵۹ را به پایان رساند که اتفاقاتش در هاوانا می‌افتد و از انقلاب کوبا ملهم شده‌است. نمایش‌نامه‌ای نیز به نام کارآموز جادوگر نوشت.
در سال ۱۹۷۲ حق پناه، کنسرت باروک و استفاده در روش در بارسلونا به انتشار رسید. در همان سال در کوبا بزرگداشت گسترده‌ای به مناسبت هفتادسالگی‌اش برگزار شد. سه سال بعد دانشگاه هاوانا عنوان دکترای افتخاری زبان و ادبیات اسپانیایی به او داد و جایزهٔ بین‌المللی آلفونسو ریس را به دست آورد. جایزهٔ جهانی «چینو دل دوکا» را نیز به او دادند که آن را به حزب کمونیست کوبا بخشید.
در ۱۹۷۶ مهم‌ترین جایزهٔ هیئت مدیرهٔ انجمن مطالعات اسپانیایی و اسپانیایی‌آمریکایی دانشگاه کانزاس ایالات متحدهٔ آمریکا، تحت عنوان استاد همکار افتخاری، به او داده شد و او را به معاونت انجمن ملی جبههٔ خلق کوبا برگزیدند. در ۱۹۷۸ مهم‌ترین جایزهٔ ادبی اسپانیا، جایزهٔ میگل دِ سروانتس، به دست خوان کارلوس به کارپانتیه تقدیم شد. کارپانتیه مبلغ مالی جایزهٔ را به حزب کمونیست بخشید.
انتشارات قرن بیست و یکم در سال ۱۹۷۹ آیین بهار را منتشر کرد. چنگ و سایه در مکزیک، اسپانیا و آرژانتین همزمان منتشر شد. جایزهٔ مدیسی برای کتاب‌های خارجی را به کتاب چنگ و سایه دادند که مهم‌ترین جایزهٔ فرانسوی برای نویسندگان خارجی است.
کارپانتیه در ۲۴ آوریل ۱۹۸۰ هنگامی که مشغول به انجام رساندن وظایف دیپلماتیک بود، در پاریس درگذشت. پیکرش را به وطنش برگرداندند و در گورستان کولون، گورستان اصلی هاوانا، به خاک سپردند.

## سبک و تم‌های آثار
کارپانتیه را یکی از پیشکسوتانی شمرده‌اند که عبارت «واقعیت جادویی» و سبک نئوباروک را در آمریکای لاتین معرفی کرد.
کارپانتیه را به‌طور گسترده به سبب سبک باروک نوشته‌ها و نظریهٔ «واقعیت جادویی» اش می‌شناسند و از جملهٔ مشهورترین آثارش ستایش از آن خداست! دربارهٔ فولکلور و افسانه‌شناسی آفریقایی‌کوبایی، قلمرو این عالم (۱۹۴۹) و رد گم (۱۹۵۳) است.
در ستایش از آن خداست! نگرشش به تبارشناسی گرایش بیشتری دارد. تم فرهنگ آفریقایی‌کوبایی در این اثر مشاهده می‌شود، سیاست وابستگی کوبا به ایالات متحدهٔ آمریکا را به انتقاد می‌گیرد و عکس‌های این کتاب سبب می‌شود که این اثر همچون کاری در زمینهٔ انسان‌شناسی و نه داستان صرف به نظر بیاید. بر اساس بعضی نظریه‌های موجود، مجموعهٔ تصاویر (آنهایی که از انسان‌ها نیست) نشان‌دهندهٔ تأثیر سورئالیسم در کارپانتیه و همچنین نگرشی فرهنگی است. کارپانتیه در مقدمهٔ قلمرو این عالم، رمانی دربارهٔ انقلاب هائیتی، نگرشش را دربارهٔ «واقعیت جادویی» شرح داده‌است که بعضی منتقدان آن را با رئالیسم جادویی مترادف می‌شمرند.
از آن‌جا که موسیقی برای کارپانتیه اهمیت بسیار داشت، منطقی است که در آثارش از آن بهره برده‌است. مثلاً، برای ریتم و موسیقاییت دادن به قلمرو این عالم، بر عناصر آفریقایی‌کوبایی متمرکز شده‌است. کارپانتیه زبان کرئوله را به کار می‌گیرد. این شیوه را در دو صحنهٔ بسیار مهم این کتاب می‌یابیم.
اگرچه نوشته‌های کارپانتیه بیوگرافی نیست، تأثیر رخدادهای زندگی‌اش را می‌توان آشکارا در آثارش دید و دیدگاه‌ها و عقایدش را در شخصیت‌هایش و بحث‌های‌شان ملاحظه کرد.
در رد گم، شخصیت اصلی ما را به سفری در جنگل می‌برد، نفوذ در موقعیتی ابتدایی که هدفش یافتن ریشه‌های موسیقی در سازهای قدیمی و گونه‌های زبانی است. در جنگل همهٔ صداهای طبیعت را می‌شنویم و شخصیت داستان در همین حین به‌تدریج در این جهان می‌آمیزد و با ساکنانش می‌پیوندد، اگرچه سرانجام معلوم خواهد شد که این آمیختن و پیوستن فقط در سطح بوده‌است.
بسیاری از تم‌های آثار کارپانتیه دربارهٔ درهم‌آمیزش فرهنگی شکل می‌گیرد که جنبه‌ای اساسی در آمریکای لاتینی است که او بازمی‌نمایاند. کارپانتیه در آثار نخستینش بسیار دربارهٔ سیاهان و رابطهٔ انسان و کیهان نوشت. علاقهٔ بسیاری به فرهنگ و موسیقی آفریقایی‌کوبایی‌ها یافت و این علاقه آشکارا در آثارش پیداست. حتی در داستان کوتاهی به نام قصهٔ ماه‌ها، که در فرانسه نوشته شد، تم فرهنگ آفریقایی‌کوبایی پدیدار می‌شود. انسان سفیدپوست، اگرچه به تناوب کمتری در آثار کارپانتیه پدیدار می‌شود، نشان‌دهندهٔ چهار نهاد سرکوبگر در آمریکای لاتین است: زندان، کلیسا، برده‌داری و امپریالیسم خارجی. وجود ریتم‌های آفریقایی در اشعار کارپانتیه نیز بر همین اساس است.
سفر نیز در آثار کارپانتیه بسیار مهم است. در همهٔ آثارش شخصیت‌هایی وجود دارند که در حال سفر یا در حرکت‌اند و این شاید نتیجهٔ زندگی خود کارپانتیه باشد که مدام در سفر بود.

### آلخو کارپانتیه و واقعیت جادویی
ایدهٔ واقعیت جادویی را کارپانتیه در مقاله‌ای معرفی کرد که در سال ۱۹۴۸ در روزنامهٔ «ال ناسیونال» منتشر شد. یک سال بعد این ایده را در مقدمهٔ قلمرو این عالم آورد. هنوز در میان محققان ادبیات بحث هست که تفاوت میان واقعیت جادویی و رئالیسم جادویی دقیقاً چیست، اگر اصلاً تفاوتی باشد.
کارپانتیه در مقدمه‌ای که نوشت، واقعیت جادویی را چنین معرفی می‌کند: «من بر خاکی پای می‌نهادم که در آن هزاران انسان آرزومند آزادی نیروهای خودگرگ‌انگاری ماکاندال را باور داشتند، تا جایی که همه بر این باور بودند که در روز اعدامش معجزه خواهد کرد… هر جا قدم می‌گذاشتم واقعیت جادویی می‌یافتم…» کارپانتیه در پایان مقدمه سؤالی برای خوانندگان آینده‌اش مطرح می‌کند: «اما چیست تاریخ سراسر آمریکا بدون حدیث واقعیت جادویی؟» این‌گونه مفهوم مد نظرش را صرفاً به آمریکای لاتین و نه یک ملیت مشخص محدود کرد. در قلمرو این عالم واقعیت جادویی چشم‌اندازی می‌گیرد که بیشتر از جنس تاریخ است و نه لزوماً ادبیات داستان.
وی در کتابش آلخو کارپانتیه: آمریکا، تصویر اتحاد چنین می‌افزاید: «واقعیت جادویی این است ــ آن دگرگونی ناگهانی واقعیت ــ وحی مقدم، تنویری خارق‌العاده، ایمانی آفریننده به آنچه برای زیستن در آزادی نیاز داریم، نوعی جستجو، کارکرد ابعاد دیگر واقعیت، رؤیا و اقدام، الهام و حضور.»
«رئالیسم جادویی» ترکیبی است که نخستین‌بار منتقد هنر آلمانی فرانتز رو در مقالهٔ پست‌اکسپرسیونیسم: مسائل نقاشی نوین اروپا (۱۹۲۵) به کارش برد که در رویستا دِ اُکسیدنته به سرپرستی اورتگا ئی گاست منتشر شد و پس از بحث‌هایی دربارهٔ تولیدات ادبی اسپانیایی‌آمریکایی به کار برده شد (قلمرو این عالم نخستین‌بار در سال ۱۹۴۹ منتشر شد). خوان باروسو هشتم رئالیسم جادویی را چنین تعریف کرد: «... ترکیب تم‌هایی که واقعیت را به دقت و عمقی بسیار جزئی‌نگر و به وسیلهٔ تکنیک‌هایی بازتاب می‌دهد و در عین حال قوانین درونی وحدت کلی اثر را زیر پای می‌گذارد.»
واقعیت جادویی را باید محصول رابطهٔ کارپانتیه با سورئالیسم و نیز با واقعیت آمریکای لاتین دید. کارپانتیه می‌خواست با این عبارت از واقعیت سورئالیستی آمریکای لاتین فاصله بگیرد که در قارهٔ کهنه [اروپا] به وجود آمده بود؛ یعنی آنچه برای سورئالیسم به ناگزیر محصول آفرینش ادبی بود، برای انسان آمریکای لاتینی به «مسائل روزمرهٔ ما» بدل می‌شد که ممکن بود هر روز و در هر مکانی به چشم بخورد. مؤلفهٔ مهم در واقعیت جادوییِ کارپانتیه معجزهٔ آمریکای روزمره بدون ضرورت باور داشتن به چیزی ورای آن است، چیزی غیر از حال‌وروز شگفت‌انگیزی که مردم آمریکای لاتین هر روز تجربه می‌کنند.
میراث
آثار کارپانتیه در دنیای ادبیات و فرهنگ تأثیر بسیار گذاشته‌است. اغلب آثارش مقام او را بالاتر برده‌است و غیر از این، همان‌طور که در استقبال منتقدان از آثارش می‌بینیم، آثارش سبک ادبیات آمریکای لاتین را گسترش بسیار داده‌است. کارپانتیه در آثارش می‌خواهد نظرگاه تجربهٔ زندگی در آمریکای لاتین را با چشم‌اندازهایی تازه عوض کند و تجربهٔ شخصی‌اش را نیز با پیش‌زمینهٔ پیچیدهٔ فرهنگی‌اش در کار منظور می‌کند.
گفته‌اند که کارپانتیه چشم‌اندازی تازه در گذشتهٔ استعماری آمریکای لاتین فراهم آورده‌است.
دنیای رمان‌نویسی کارپانتیه جهانی خلق کرده‌است که در آن «مسائلی یکسان مصرانه و همیشه در موقعیت‌های متمایز، همیشه در زمان‌های گوناگون، همیشه در عرصه‌های متغیر تکرار می‌شود.» آثارش مفهوم انسانی را آفریده‌است که همیشه برای رمان‌نویس یکسان است و زمان صرفاً توهمی در دنیایی است که در آن انسان‌ها در زمانی بی‌زمان زندگی می‌کنند. شخصیت‌هایی که کارپانتیه می‌آفریند «شخصیت‌های امروزند و نیز شخصیت‌های دیروز و بی‌گمان شخصیت‌های فردا» که در انقلاب‌های دیروز شرکت می‌جویند و نیز شاید در انقلاب‌های فردا. می‌توانیم نمایش تم‌های تاریخی و شخصیت‌هایی بسیار متنوع را در انطباق ترازهای فردی و اجتماعی درون آثارش ببینیم. این برداشت از زمان و تاریخ یکی از مهم‌ترین تأثیرهایی است که کارپانتیه در ادبیات آمریکای لاتین گذاشته‌است. توصیف فرهنگ غرب نیز یکی از خصوصیات بارز در آثار این نویسنده است که در آثار ادبیات پس از او تأثیر گذاشته‌است. تأثیر او در نویسندگان سراسر آمریکا مانند خوسه دونوسوِ شیلیایی و رمانش پرندهٔ وقیح شب، فرناندو دل پاسوِ مکزیکی و رمانش اخبار امپراتوری، خرمان اسپینوسای کلمبیایی و رمانش دوزندهٔ تاج‌ها و نیز رمان‌نویس‌های معاصر کوبایی لئوناردو پادورا و رمانش رمان زندگی من و فرناندو ولاسکس مدینا و رمانش آخرین رومبای هاوانا مشهود و آشکار است.
هر سال مراسم جایزهٔ رمان، داستان کوتاه و تألیفات آلخو کارپانتیه برگزار می‌شود. این جایزه در سال ۱۹۹۹ در برنامه‌های عمومی نهمین نمایشگاه بین‌المللی کتاب هاوانا شروع به کار کرد. همیشه نام برندگان را در روز ۲۶ دسامبر اعلام می‌کنند که روز تولد این نویسندهٔ برجستهٔ کوبایی است.

## آثار

### رمان‌ها
- ستایش از آن خداست! (۱۹۳۳)
- قلمرو این عالم (۱۹۴۹)
- رد گم (۱۹۵۳)
- تعقیب (۱۹۵۶)
- قرن روشنفکری (۱۹۶۲)
- کنسرت باروک (۱۹۷۴)
- استفاده در روش (۱۹۷۴)
- آیین بهار (۱۹۷۸)
- چنگ و سایه (۱۹۷۹)

### داستان‌های کوتاه
- «فداکاری» (۱۹۲۳)
- «قصهٔ ماه‌ها» (۱۹۳۳، به فرانسه)
- «سفر به نطفه» (۱۹۴۴)
- «پیشهٔ تاریکی» (۱۹۴۴)
- «گریختگان» (۱۹۴۶)
- جنگ زمان. سه حکایت و یک رمان کوتاه (۱۹۵۸)
- قصه‌ها (۱۹۷۶)

### تألیفات
- موسیقی در کوبا (۱۹۴۶)
- تریستان و ایزولده بر خاک سخت (۱۹۴۹)
- توجه و تفاوت (۱۹۶۴)
- ادبیات و آگاهی در آمریکای لاتین (۱۹۶۹)
- شهر ستون‌ها (۱۹۷۰)
- آمریکای لاتین در موسیقی‌اش (۱۹۷۵)
- نوشتار و نت (۱۹۷۵)
- علت وجود (۱۹۷۶)
- تأکید ادبی آمریکاگرا (۱۹۷۹)
- زیر نشان کوبله. روایت‌هایی دربارهٔ اسپانیا و اسپانیایی‌ها (۱۹۷۹)
- صفت و چین‌وچروکش (۱۹۸۰)
- موسیقی‌ای که در درون دارم (۱۹۸۰)
- رمان آمریکای لاتینی در غروب قرنی نو و مقالات دیگر (۱۹۸۱)
- کنفرانس‌ها (۱۹۸۷)

### لیبرتوِ اپرا
- مانیتا بر خاک، موسیقی از آلخاندرو گارسیا کاتورلا

## موسیقی
اگرچه شهرت کارپانتیه عموماً در نویسندگی است، موسیقی‌شناس نیز بود. موسیقی در خانوادهٔ او موضوعی بسیار مهم بود؛ پدربزرگش پیانیست بود، مادرش پیانو می‌نواخت و پدرش ویولونسل‌نواز بود. کارپانتیه تئوری موسیقی را در لیسه ژانسون دو سایی در پاریس و در انستیتو آموزش‌های تکمیلی هاوانا آموخت و پیانیست شد. در دوره‌ای که در فرانسه گذراند وارد محافل موسیقایی پاریس شد و با بسیاری از آهنگسازان همکاری کرد و نتیجهٔ این همکاری آفرینش شعر، لیبرتو و متونی برای آثار موسیقی متنوع بود:
- ستوده باد، تراژدی هجوآمیز، موسیقی از ام.اف. گائیار، نخستین اجرا در تالار نمایش بریزا، پاریس، ۱۹۲۸.
- اشعار آنتیل، نه ترانه بر متونی از آلخو کارپانتیه، موسیقی از ام.اف. گائیار، انتشارات مارتین، پاریس، ۱۹۲۹.
- بلو، شعر، موسیقی از ام.اف. گائیار، انتشارات مارتین، پاریس.
- اشتیاق تاریک، کانتاتا برای ده تک‌نواز، گروه کر ترکیبی و بلندگو، موسیقی از ام.اف. گائیار، نخستین اجرا در پاریس، ژوئیهٔ ۱۹۳۲.
- دو شعر آفریقایی‌کوبایی، ماری سابل و بازی مقدس، برای آواز و پیانو، موسیقی از آ.گ. کاتورلا، انتشارات موریس سونار، پاریس، ۱۹۲۹.

## فیلم‌شناسی
- کورتاسار: یادداشت‌هایی برای فیلم مستند، کارگردان ادواردو مونتس بردلی، آرژانتین، ۲۰۰۱.
- استفاده در روش، کارگردان میگل لیتین، مکزیک، کوبا، فرانسه، ۱۹۷۸، اقتباس از رمانی از کارپانتیه به همین نام (۱۹۷۴).

## جوایز
- در سال ۱۹۵۶ جایزهٔ بهترین کتاب خارجی برای رمان رد گم (فرانسه)
- در سال ۱۹۷۵ دکترای افتخاری از دانشگاه هاوانا (کوبا)
- در سال ۱۹۷۵ جایزهٔ بین‌المللی آلفونسو ریس (مکزیک)
- عوضیت افتخاری در دانشگاه کانزاس (ایالات متحدهٔ آمریکا)
- جایزهٔ جهانی چینو دل دوکا (فرانسه)
- در سال ۱۹۷۷ جایزهٔ سروانتس (اسپانیا)
- در سال ۱۹۷۹ جایزهٔ مدیسی برای نویسندگان خارجی (فرانسه)

## آثار ترجمه‌شده به فارسی
- رد گم، ونداد جلیلی، نشر چشمه - تهران (۱۳۹۴)[۱]
- تعقیب، ونداد جلیلی، نشر چشمه - تهران (۱۳۹۶)
- قرن روشنفکری، سروش حبیبی، انتشارات نیلوفر
- قلمرو این عالم، کاوه میرعباسی، نشرنیکا۱۳۹۷
- رمان آمریکای لاتین، کاظم فرهادی، نشرنی۱۳۹۱